# Časová osa války Izraele s Hamásem (červen 2024)
Toto je část časové osy války Izraele s Hamásem. Obsahuje časové období od 1. června do 30. června 2024.

## Sobota 1. června
IOS zveřejnily záběry tunelů a tunelových šachet podél hranice mezi Egyptem a Pásmem Gazy, prostřednictvím kterých Hamás, podle IOS, roky pašoval zbraně z Egypta do Pásma a které se Egypt podle vlastního tvrzení snažil ničit. Podle IOS byly desítky těchto tunelů a šachet zničeny a řada příslušníků Hamásu, kteří je využívali byla zabita.
Při pozemních operacích v Rafahu likvidovaly izraelské jednotky tunelové šachty, odpaliště raket a muniční sklad. K bojům docházelo i tunelech. Palestinské milice útočily pomocí minometů na izraelské jednotky v jižním a západním Rafahu. Východně o Rafahu zaútočili příslušníci PID na izraelské vojáky barelovou bombou.
Hamás i Izrael pozitivně reagovaly na třístupňovou nabídku amerického prezidenta J. Bidena, podle které by se Izrael stáhl ze všech obydlených oblastí v Pásmu Gazy a došlo by k propuštění řady rukojmí výměnou za  propuštění palestinských vězňů.
Podle palestinského ministerstva zdravotnictví počet osob zabitých v Pásmu Gazy stoupl 36 379.

## Neděle 2. června
Izrael podle izraelského ministra obrany J. Gallanta válka neskončí, dokud nebude Hamás zbaven všech svých vojenských a vládních kapacit. V žádném procesu ukončení války nebudeme akceptovat vládu Hamásu, řekl Gallant.
Podle IOS pokračovaly izraelské jednotky v tzv. čisticích operacích v Gaze, ve čtvrtích Sabra a Zajtún. Palestinské milice uvedly, že ve čtvrti Sabra podnikly několik útoků na izraelské jednotky. V centrální části Pásma Gazy pokračují izraelské jednotky v nájezdech na infrastrukturu palestinských milicí podél Necarimského koridoru. V Rafahu pronikly izraelské jednotky do uprchlického tábora Jabná. Podle vyjádření IOS byly v táboře nalezeny zbraně včetně protiletadlových kulometů. Palestinské milice podle vlastního vyjádření podnikly v okolí tábora na izraelské jednotky několik útoků.
Podle palestinského ministerstva zdravotnictví počet osob zabitých v Pásmu Gazy stoupl 36 349.

## Pondělí 3. června
IOS ve své zprávě potvrdily smrt 4 izraelských rukojmí zadržovaných palestinskými skupina v Pásmu Gazy. Mluvčí IOS Daniel Hagari prohlásil, že všechny okolnosti jejich smrti budou vyšetřeny. Rukojmí patrně zahynuli v Chán Júnisu a jejich smrt by mohl souviset s bojovými aktivitami izraelské armády v tomto prostoru. Další muž, o kterém se předpokládalo, že byl unesen do Pásma Gazy byl identifikován mezi mrtvými po nájezdu palestinských ozbrojenců 7. října 2023 na kibuc Nir Oz. Podle izraelské armády důvodem pozdější identifikace jsou zdlouhavé forenzní analýzy.
Prohlášení nejvyššího íránského vůdce Alího Chameneího, který prohlásil, že palestinský útok ze 7. října 2023 je přesně to co region potřeboval kritizoval ve svém prohlášení palestinský prezident Mahmúd Abbás, který řekl, že... taková prohlášení mají za cíl obětovat palestinskou krev a palestinský lid... nepotřebuje války, které neslouží jeho ambicím na svobodu a nezávislost.
IOS podle vlastního prohlášení pokračovaly v bojových operacích severně od Necarimského koridoru a v čisticích operacích v Rafahu. Během postupu odhalily izraelské jednotky skladiště zbraní včetně skladiště s raketovými komponenty a raketami dlouhého doletu. Izraelské letectvo zaútočilo na výrobnu zbraní. Palestinské odbojové skupiny útočily na izraelské jednotky raketometnými granáty a prostřednictvím IED.
Podle palestinského ministerstva zdravotnictví počet osob zabitých v Pásmu Gazy stoupl 36 479.

## Úterý 4. června
Podle IOS ze 120 rukojmí, kteří se nacházejí v zajetí jich 43 bylo prohlášeno za mrtvé. Podle Hamásu řada rukojmí zahynula na následky izraelského bombardování, což Izrael nevyloučil, ale uvedl, že některá nalezená těla vykazovala známky popravy.
Manažer World Central Kitchen (WCK) pro Blízký východ John Torpey prohlásil, že... humanitární pomoc organizace přiváží v docela dobrém tempu. WCK podle vlastního prohlášení spolupracuje s izraelskými úřady. Podle UNRWA a Úřadu OSN pro koordinaci humanitárních záležitostí (OCHA) Izrael usnadňuje vstup pomoci do Pásma Gazy, vázne ale její distribuce na gazské straně z důvodu nepřátelských akcí.
Izraelské jednotky ukončily operaci v Gaze, ve čtvrti Sabra a stáhly se zpět k Necarimskému koridoru. Při svém nájezdu v Gaze izraelští specialisté zničili 1,5 km dlouhý tunel používaný Hamásem. V prostoru Necarimského koridoru čelily izraelské jednotky minometným útokům ze strany palestinských militantních skupin. Leteckými nálety v Bureji zahájily IOS vyčišťovací operaci v tomto městě v centrální části Pásma Gazy. Podle ISW to dokazuje, že přestože v těchto oblastech IOS operovaly již v prosinci 2023, jednotky Hamásu jsou zde stále aktivní a bojeschopné. V Rafahu izraelské jednotky postupují dále na západ. O útocích na tyto jednotky informovaly palestinské milice.
V rozhovoru pro časopis Time naznačil americký prezident J. Biden, že izraelský premiér Netanjahu... protahuje válku v Gaze, aby se politicky zachránil a prohlásil, že má s Netanjahuem zásadní neshody ohledně postkonfliktní budoucnosti Pásma Gazy.
Podle vysokého představitele Hamásu Usámi Hamdana je pro tuto organizaci nepřijatelná každá dohoda, která neobsahuje izraelský závazek k trvalému příměří a stažení všech izraelských jednotek z Pásma Gazy. Představitel Hamásu tak komentoval americký třífázový návrh, zahrnující nejprve šestitýdenní příměří, při kterém by se izraelské jednotky stáhly ze všech obydlených oblastí a část rukojmí bude vyměněna za palestinské vězně. Ve druhé fázi dojde k propuštění všech rukojmí a Izrael se úplně stáhne z Pásma Gazy. Ve třetí fázi by započala obnova Pásma Gazy a do Izraele by se vrátily i ostatky mrtvých rukojmí.
Podle palestinského ministerstva zdravotnictví počet osob zabitých v Pásmu Gazy stoupl 36 550.

## Středa 5. června
Okresní soud v Tel Avivu přezkoumával rozhodnutí izraelského ministra komunikací z 5. května 2024, kterým byla uzavřena izraelská pobočka katarské zpravodajské sítě Al Džazíra. Ve svém rozhodnutí konstatoval úzké spojení mezi Hamásem a zpravodajskou sítí Al Džazíra. Podle soudce předložené důkazy ukazují, že Hamás prostřednictvím Al Džazíry... prosazuje své cíle. Podle soudu Al Džazíra vysílala video, ve kterém ukazovala, jak poškodit izraelský tank a informovala o rozmístění izraelských jednotek v reálném čase, čímž... způsobila měřitelné škody izraelské bezpečnosti.
Postupné ukončování provozu izraelského vojenského tábora pro Palestince zajaté během války v Gaze oznámili představitelé izraelské justice. Tábor v Sde Tejman byl cílem kritiky lidskoprávních organizací z důvodu týrání zadržených vězňů ze strany izraelských dozorců. Zadržení Palestinci budou postupně převáženi do trvalých zadržovacích zřízení. Přesun již podle izraelských představitelů započal.
Podle palestinského ministerstva zdravotnictví počet osob zabitých v Pásmu Gazy stoupl 36 586.

## Čtvrtek 6. června
Izraelské letectvo provedlo v Nusejratu útok na objekt školy UNRWA. Podle IOS školu využívaly Hamás a Palestinský islámský džihád jako řídící a velitelské stanoviště a nacházelo se zde 20-30 členů obou palestinských skupin. Kromě toho se v objektu skrývali i civilisté, které z jejich domovů vyhnaly boje. Podle Hamásu bylo při... izraelském masakru zabito 27 lidí. Podle ředitelky komunikace UNRWA Juliette Toumaové bylo při útoku zabito mezi 35-45 osobami, ale... toto číslo nelze v této fázi potvrdit. Podle mluvčího IOS admirála Daniela Hagariho bylo při útoku zabito 7-9 příslušníků Hamásu a PID.
Podle izraelských a amerických představitelů přešel Hamás ve svých střetech s izraelskou armádou na tzv. povstaleckou taktiku udeř a zmiz. Změnu taktiky potvrzují i palestinské zdroje. Jestliže dříve palestinští militanti útočili na izraelské vojáky v okamžiku jejich vstupu na Palestinci ovládané území, nyní využívají útoky ze zálohy, léčky a nástražné výbušniny. Podle některých představitelů je důvodem redukce počtu palestinských bojovníků Zatímco před konfliktem Palestinci disponovali 20 až 25 tisíci bojovníky, nyní jejich stavy poklesly podle odhadů na 9 až 12 tisíc bojovníků.
Podle IOS nedávno objevený a zničený tunel měřící 2 km vedoucí podél hranice mezi Pásmem Gazy a Egyptem. Tunel byl Hamásem využíván k pašování zbraní z Egypta. V tunelu bylo nalezeno velké množství zbraní, ale i nástražné systémy.
Podle palestinského ministerstva zdravotnictví počet osob zabitých v Pásmu Gazy stoupl 36 654.
Podle IOS počet izraelských vojáků padlých v Pásmu Gazy stoupl na 295.

## Pátek 7. června
USA podle vlastního vyjádření stále čekají na odpověď Hamásu na nejnovější návrh na příměří a dohody o rukojmích.
Během dne postupovaly izraelské jednotky směrem na západ a poté, co se jim podařilo obsadit hranici mezi Egyptem a Pásmem Gazy, se podle informací z místa snaží dostat na pláž a do jižní části Rafahu. Prudké boje probíhaly také v centrální části Pásma, kde izraelské jednotky vstoupily do tábora Al-Bureij. Podle palestinských prohlášení palestinští bojovníci útočili na izraelské jednotky jak ve střední, tak v jižní části Pásma.
V uprchlickém táboře al Šatí zaútočilo izraelské letectvo na školu provozovanou UNRWA. Podle Palestinců útok zabil 3 osoby a 7 jich zranil. Podle mluvčí UNRWA Juliette Toumaové bylo od začátku války zasaženo více než 180 zařízení UNRWA. Podle Izraele byl útok veden na operativce Hamásu, kteří se zdržovali v prostoru školy. Hamás tento útok nazval zločinem a požadoval, aby světové společenství pohnalo izraelské představitele k odpovědnosti.
Izrael, Hamás a Palestinský islámský džihád byly přidány na tzv. seznam hanby, tedy seznam zemí, které údajně porušují práva dětí v ozbrojených konfliktech. To v Izraeli vyvolalo velké pobouření. Izrael, Hamás a Palestinský islámský džihád se tak přidaly k zemím jako jsou Rusko, Afghánistán, Somálsko a organizacím jako Islámský stát, Boko Haram či Al-Káida.
Podle palestinského ministerstva zdravotnictví počet osob zabitých v Pásmu Gazy stoupl 36 731.

## Sobota 8. června
Při protiteroristickém zásahu v uprchlickém táboře Al Nusejrat v Pásmu Gazy osvobodily izraelské ozbrojené složky čtyři rukojmí zadržovaná od 7. října 2023.
Palestinský prezident Mahmúd Abbás vyzval k mimořádnému zasedání RB OSN o... krvavém masakru, který byl proveden izraelskými silami v uprchlickém táboře al-Nusejrat. Podle Hamásu bylo při izraelské operaci zabito 210 osob a 400 jich bylo zraněno. Během operace izraelské armády byla izraelskými vojáky zachráněna čtyři rukojmí, které Hamás pod dohledem svých ozbrojenců ukrýval mezi civilním obyvatelstvem.
Podle izraelského premiéra B. Netanjahua Izrael neukončí svou misi, dokud nevrátí domů všechny unesené - živé i mrtvé.
Podle The Wall Street Journal měli katarští a egyptští vyjednavači tlačit na vedení Hamásu, aby přijalo americký plán na příměří v Pásmu Gazy. V případě nepřijetí amerického plánu hrozilo vedení Hamásu zmrazení majetku, vyhoštění z katarského hlavního města a zatčení. Nátlak byl podle listu vyvíjen na žádost USA. Hamás přesto oznámil odmítnutí plánu.
Podle palestinského ministerstva zdravotnictví počet osob zabitých v Pásmu Gazy stoupl 36 801.
Podle IOS počet izraelských vojáků padlých v Pásmu Gazy stoupl na 296.

## Neděle 9. června
Podle Hamásu byla při izraelské operaci, při které byla zachráněna 4 izraelská rukojmí zabita další 3 izraelská rukojmí. Jako důkaz Hamás poskytl pouze fotografii tří těl, jež nebylo možné identifikovat.
Podle saudsoarabského deníku Al Arabiya představitelé Hamásu odmítli zprávu  The Wall Street Journal, podle které na ně byl vyvíjen nátlak ze strany katarských a egyptských vyjednavačů ohledně přijetí amerického plánu na příměří v Pásmu Gazy.
USA obnovily dodávky humanitární pomoci distribuované do Pásma Gazy prostřednictvím improvizovaného mola na pobřeží Středozemního moře. Molo bylo uzavřeno z důvodu poškození během bouře a následně opravováno v izraelském přístavu Ašhod.
Podle deníku The New York Times pomohly americké zpravodajské informace izraelským jednotkám při operaci, při které byla zachráněna 4 izraelská rukojmí. Deníku to sdělili nejmenovaní američtí a izraelští představitelé s tím, že Spojené státy... poskytovaly zpravodajské informace a další logistickou podporu.
Podle obyvatel uprchlického tábora Nusejrat v Pásmu Gazy se někteří příslušníci izraelských zvláštních jednotek před operací, při které byla zachráněna 4 izraelská rukojmí infiltrovali do tábora přestrojení za palestinské uprchlíky či se vydávali za bojovníky Hamásu. Podle izraelského zpravodajského serveru Ynet se jednol o tzv. mista'aravim, tedy příslušníky jednotek, kteří operují mezi palestinským obyvatelstvem a plynně hovoří arabsky.
Podle palestinského ministerstva zdravotnictví počet osob zabitých v Pásmu Gazy stoupl 37 084.

## Pondělí 10. června
Podle izraelských představitelů dostali operativci Hamásu, kteří střeží izraelská rukojmí rozkaz zabít izraelská rukojmí v případě, že zjistí, že se blíží izraelské jednotky.
Rada bezpečnosti OSN přijala rezoluci, ve které podpořila americký trojfázový plán na příměří zahrnující propuštění rukojmí výměnou za palestinské vězně, stažení izraelských jednotek z Pásma Gazy a rekonstrukci Pásma Gazy. Rezoluci uvítaly jak Hamás a PID, tak i úřad palestinského prezidenta. Pro rezoluci hlasovaly všechny země zasedající v RB OSN s výjimkou Ruska, které se zdrželo hlasování.
Ředitelka Světového potravinového programu OSN ve svém prohlášení uvedla, že byl pozastaven program distribuce potravinové pomoci dodávané prostřednictvím amerického plovoucího mola. Stalo se tak poté, co dva skaldy s humanitární pomocí byly zasaženy raketami a jeden pracovník byl zraněn.
Podle palestinského ministerstva zdravotnictví počet osob zabitých v Pásmu Gazy stoupl 37 124.
Podle IOS počet izraelských vojáků padlých v Pásmu Gazy stoupl na 300.

## Úterý 11. června
Úřad OSN pro lidská práva tvrdí, že by se zabití civilistů během izraelské osvobozovací operace z 8. června mohlo rovnat válečnému zločinu. Podle palestinských zdravotníků během izraelského útoku zahynulo 270 Palestinců. Podle mluvčího úřadu OSN pro lidská práva... způsob, jakým byl nálet proveden v tak hustě obydlené oblasti, vážně zpochybňuje, zda izraelské síly respektovaly principy rozlišování, proporcionality a opatrnosti - jak jsou stanoveny válečným právem. Mluvčí úřadu dále tvrdil, že by se válečnému zločinu mohlo rovnat zadržování zajatců palestinskými ozbrojenými skupina v hustě obydlených oblastech. To... vystavuje životy palestinských civilistů, stejně jako samotných rukojmích, zvýšenému riziku nepřátelských akcí.
Podle komunikace vůdce Hamásu Jahjá Sinwára, kterou se podařilo získat deníku The Wall Street Journal Sinwár píše že... krveprolití civilistů v Gaze je nezbytnou obětí, která povede k osvobození Palestiny. V jiné zprávě Sinwár tvrdí že nemá zájem usilovat o příměří s Izraelem, protože věří, že rostoucí počet civilních obětí by Hamásu prospěl více než zastavení bojů.
Pentagon odmítl tvrzení, která se objevila na sociálních sítích, že IOS použily americké plovoucí molo pro osvobozovací operaci z 8. června. "poblíž" mola probíhaly operace izraelských vrtulníků. Molo, vybavení, personál, všichni podporující humanitární úsilí neměli nic společného s izraelskou záchrannou operací, řekl mluvčí Pentagonu generálmajor Patrick Ryder.
Podle palestinského ministerstva zdravotnictví počet osob zabitých v Pásmu Gazy stoupl 37 164.

## Středa 12. června
Hamás ve své reakci na americký plán představený prezidentem Bidenem uvedl, že... reakce Hamásu byla zodpovědná, vážná a pozitivní a otevírá širokou cestu k dohodě. Podle nejmenovaného izraelského představitele... Hamás změnil všechny hlavní a nejsmysluplnější parametry a odmítl návrh na propuštění rukojmích.
Podle amerického ministra zahraničí A. Blinkena... Hamás navrhl řadu změn v návrhu, který byl na stole... některé změny jsou proveditelné, některé ne. To Blinken prohlásil na společné tiskové konferenci s katarským premiérem Muhammadem bin Abdar Rahmánem Sáním v Dauhá. Podle katarského ministra zahraničí Al Thaniho naopak... kroky, které Izrael podnikl za poslední měsíc, poškodily úsilí o zajištění příměří. Tím měl na mysli kampaň IOS v Rafahu spolu s... protichůdnými prohlášeními různých izraelských představitelů.
Podle palestinského ministerstva zdravotnictví počet osob zabitých v Pásmu Gazy stoupl 37 202.

## Čtvrtek 13. června
Podle obyvatel Rafahu izraelské jednotky postupují do západní části Rafahu, do oblasti Al-Mawasi. Tato oblast je izraelskou armádou označena jako humanitární zóna. Vstup do této oblasti IOS popřely. Izraelská armáda se podle prohlášení snaží zničit poslední neporušené jednotky Hamásu v oblasti. Během... cílených operacích založených na zpravodajských informacích v Rafahu izraelské jednotky... v uplynulém dni lokalizovaly zbraně a zabily palestinské ozbrojence v boji zblízka.
Podle náčelníka GŠ IOS H. Haleviho... nemáme právo zvažovat, zda narukovat nebo ne. Reagoval tak na odpor ultraortodoxní části izraelské populace k vstupu do izraelské armády. Haleviho prohlášení je tak v rozporu se snahou izraelské vlády prodloužit výjimku ultraortodoxních Židů ze služby v IOS.
Podle IOS ukončily izraelské jednotky operaci ve čtvrtích Zajtún a Sabra na jihu Gazy a upevnily svou kontrolu podél Necarimského koridoru. Podél koridoru jsou nyní rozmístěny záložní pěchotní brigáda IOS Alexandroni a 8. záložní obrněná brigáda IOS. V Juhor ad Dik ženisté z jednotky Jahalom zničili 800 metrů dlouhý tunel. Palestinské milice podle svého prohlášení útočily na izraelské jednotky pomocí minometů v al Alam v západním Rafahu.
Podle některých obyvatel Pásma Gazy je Hamás zodpovědný za utrpení obyvatel Pásma tím, že Palestince do této války zavedl.
Podle palestinského ministerstva zdravotnictví počet osob zabitých v Pásmu Gazy stoupl 37 232.

## Pátek 14. června
Podle prohlášení Hamásu jeho příslušníci odpálili nálože umístěné v budově, ve které následně zahynul neznámý počet izraelských vojáků. Palestinské milice útočily prostřednictvím minometů a raket na izraelské jednotky v prostoru Necarimského koridoru. Izraelští vojáci útočili na skupinu palestinských ozbrojenců poblíž Zajtúnu. V Rafahu útočilo izraelské letectvo na budovu, o které se, díky sekundárním výbuchům předpokládá, že byla zaminovaná a připravená jako past na izraelské jednotky. Podle IOS používají palestinští operativci otvorů prorážených ve zdech objektů pro rychlé přesuny.
Podle prohlášení Hamásu zahynuli při izraelském náletu na Rafah 2 izraelská rukojmí. Izraelská vláda nechce, aby se rukojmí vrátili, s výjimkou rakví, tvrdí Hamás ve svém prohlášení.
Podle palestinského ministerstva zdravotnictví počet osob zabitých v Pásmu Gazy stoupl 37 266.

## Sobota 15. června
Podle svědků v Rafahu pokračují těžké boje mezi Izraelci a Palestinci v západní části města. Hlášena byla i dělostřelecká palba směrem k uprchlickému táboru v centru města. Podle OSN bylo z Rafahu dosud v důsledku bojů vysídleno asi milion lidí. Těžké boje jsou hlášeny také z centrální části Pásma Gazy.
Hamás ve svém prohlášení uvedl, že jeho příslušníci přepadli ve čtvrti Tal as-Sultan v západní části Rafahu konvoj vozidel izraelské armády a zabili a zranili neidentifikovatelný počet izraelských vojáků. IOS ve svém prohlášení uvedly, že... 8 jejích příslušníků padlo během operační činnosti v jižní Gaze. Jednalo se tak o jeden z nejsmrtelnějších dnů IOS za poslední měsíce.
Podle Úřadu OSN pro koordinaci humanitárních záležitostí... více než 76 procent škol v Gaze vyžaduje úplnou rekonstrukci nebo rozsáhlou rekonstrukci, aby byly funkční po měsících trvajícím izraelském útoku. Izraelské útoky... narušily bezprostřední vzdělávací aktivity, ale také narušily základy pro trvalý společenský růst a rozvoj.
Podle palestinského ministerstva zdravotnictví počet osob zabitých v Pásmu Gazy stoupl 37 296.
Podle IOS počet izraelských vojáků padlých v Pásmu Gazy stoupl na 311.

## Neděle 16. června
Izraelská armáda začala taktické pauzy vojenských aktivit v oblasti silnice od přechodu Kerem Šalom, dále k Salah al-Din a na sever k Chán Júnis. Tyto pauzy by měly trvat od 8:00 do 19:00 a měly by být každodenní. Snahou IOS, podle vlastního vyjádření je umožnění dodávek humanitární pomoci Palestincům. Toto opatření se setkalo s ostrým nesouhlasem izraelské vlády. Podle diplomatického zdroje prohlásil premiér Netanjahu toto opatření za... nepřijatelné. Ministr národní bezpečnosti Itamar Ben Gvir prohlásil, že kdokoliv zavede takové opatření je... hlupák, který by neměl být nadále na své pozici. Podle IOS boje na jihu Pásma Gazy a  v Rafahu pokračují.
Podle korespondentů zpravodajské sítě Al Jazeera Arabic zaměřili izraelští vojáci v Rafahu palbu na sanitku, která se snažila dostat k obětem a zabili 2 Palestince.
Životní podmínky postižených a vysídlených rodin v Gaze jsou zoufalé. Naléhavě potřebují jídlo, vodu, hygienu, přístřeší a zdravotní péči, přičemž mnozí z nich žijí v blízkosti hromad pevného odpadu, což zvyšuje zdravotní rizika, sdělil mluvčí humanitární agentury OSN OCHA Jens Laerke. Podle něj navíc... zoufalství a nedostatek pomoci vedly k téměř úplnému zhroucení práva a pořádku v Gaze. Nicméně zároveň uvítal rozhodnutí IOS zavést pauzy v bojích.
Podle palestinského ministerstva zdravotnictví počet osob zabitých v Pásmu Gazy stoupl 37 337.
Podle IOS počet izraelských vojáků padlých v Pásmu Gazy stoupl na 312.

## Pondělí 17. června
Podle IOS bylo při bojích v Rafahu dosud zabito 550 příslušníků Hamásu, které se podařilo identifikovat, další zahynuli při útocích na budovy a tunely. Ze 4 praporů Hamásu v Rafahu byly 2 již zlikvidovány a 2 v bojích degradovány, přičemž řada operativců Hamásu podle IOS uprchla na sever.
Podle vysoce postaveného izraelského vyjednavače jsou desítky izraelských rukojmí stále naživu. Nemůžeme je tam nechat dlouho, zemřou, řekl dále.
Izraelský premiér B. Netanjahu rozpustil tzv. válečný kabinet poté, co ho opustil opoziční představitel B. Gantz. Ten tak učinil s tím, že... Netanjahuova vláda nedokázala předložit poválečný plán pro obléhané a bombardované palestinské území, což je překážkou skutečného vítězství. Žádosti koaličních partnerů na znovuustavení válečného kabinetu Netanjahu odpověděl, že válečný kabinet byl v koaliční smlouvě na Gantzovu žádost, s jeho odchodem zanikla nutnost existence válečného kabinetu.
Podle šéfa UNRWA Philippe Lazzariniho nepřátelské akce v Pásmu Gazy pokračují navzdory prohlášení IOS o zavedení přestávek v bojích. Lazzarini uvedl, že obdržel rozhodnutí IOS o zavedení přestávek, které následoval sdělení izraelské vlády, které rozhodnutí IOS popřelo.
Podle palestinského ministerstva zdravotnictví počet osob zabitých v Pásmu Gazy stoupl 37 347.

## Úterý 18. června
Podle zprávy zveřejněné OSN konflikt způsobil... bezprecedentní znečištění půdy, vody a ovzduší v regionu, zničil kanalizační systémy a zanechal tuny trosek z výbušných zařízení. Podle zprávy se v Pásmu Gazy nachází asi 39 milionů tun trosek způsobených výbušnými zařízeními, což... hluboce poškozuje zdraví lidí, potravinovou bezpečnost a odolnost Gazy.
Izraelský premiér B. Netanjahu kritizoval USA za to, že zadržují dodávky zbraní a prohlásil to za... nepředstavitelné. Americký ministr zahraničí A. Blinken sdělil, že se přezkoumává jedna jediná zásilka,... ostatní se hýbe tak, jak se to pohybovalo.
Nejméně 17 lidí bylo zabito při 2 izraelských náletech v uprchlických táborech Al-Nusejrat a Al-Bureij. V západní části Rafahu izraelské tanky postupovaly ve čtvrtích Tel Al-Sultan, Al-Izba a Zurub, jejich postup je hlášen i z centra Rafahu. Podle IOS izraelské jednotky zabily mnoho ozbrojenců v přímých bojích a zabavily velké množství zbraní.
Podle palestinského ministerstva zdravotnictví počet osob zabitých v Pásmu Gazy stoupl 37 372.

## Středa 19. června
Během dne byl hlášen postup izraelských obrněných jednotek podporovaných letectvem a bezpilotními prostředky do západní části Rafahu. 12 Palestinců bylo zabito při čekání na humanitární pomoc. Podle IOS jsou nejbližšími cíli izraelských jednotek čtvrti Šabura a Tel Al-Sultan, kde působí neopotřebované jednotky Hamásu. Podle armádních tvrzení budou boje v Rafahu trvat přibližně ještě měsíc.
Navi Pillayová z vyšetřovací komise OSN sdělila televizní síti Al-Džazíra, že Mezinárodnímu trestnímu tribunálu bylo předloženo 7 000 důkazů o válečných zločinech spáchaných Izraelem a Hamásem.
Podle IOS bylo podél tzv. Filadelfské cesty nalezeno až 25 tunelů Hamásu, z nichž některé vedou až na Sinajský poloostrov a které Hamás používal k pašování zbraní do Pásma Gazy. Izraelští ženisté nyní prohledávají celý úsek fronty s cílem nalézt všech tunely. Hamás podle IOS ale stále pokračuje v dalším kopání tunelů. V nedávné době byl vykopán tunel pod táborem IOS v Rafahu s cílem naplnit jej výbušninami a tábor vyhodit do povětří. Na východě Rafahu přistoupily IOS k demolici všech budov ve snaze vytvořit jednokilometrové nárazníkové pásmo.
Podle mluvčího IOS D. Hagariho není možné Hamás úplně zničit. Hamás je ideologie, nemůžeme ji eliminovat, řekl Hagari. Toto prohlášení ostře odmítl premiér B. Netanjahu. V prohlášení premiérovy kanceláře se píše, že... jeden z cílů války je zničení vojenských a vládních kapacit Hamásu. Na armádním účtu na Telegramu se následně objevilo prohlášení, že Hagari měl na mysli Hamás... jako ideologii... a jeho prohlášení byla jasná a explicitní.
Podle palestinského ministerstva zdravotnictví počet osob zabitých v Pásmu Gazy stoupl 37 396.

## Čtvrtek 20. června
Podle informací amerických a izraelských zpravodajských služeb je v Pásmu Gazy drženo asi 50 živých rukojmí, dalších 66 je již mrtvých. Podle informací získaných IOS je po smrti 41 rukojmí. Předpokládá se, že v Pásmu Gazy je dosud drženo 120 rukojmí, z toho 116 unesených 7. října 2023 a 2 vojáků a 2 civilistů držených v zajetí téměř deset let. Podle Hagaje Levina, šéflékaře z organizace Fórum rukojmí se zdám že... každý týden umírají další rukojmí, jsou v nebezpečí nebo jsou velmi nemocní.
Hamás ve svém prohlášení uvedl, že chystá právní reakci na rozhodnutí Mezinárodního soudního tribunálu o vydání zatykače na Jahjá Sinwara, Ismajíla Haníju a Mohammeda Dejfa za útok na jižní Izrael z 7. října 2023, při kterém zahynulo nejméně 1 139 lidí a 250 zajatců bylo odvezeno do Gazy. Podle Hamásu... mají Palestinci právo, ba povinnost, vzdorovat okupaci všemi dostupnými prostředky, včetně ozbrojeného odporu a prokurátor... pochybil, když se domníval, že konfliktní stav začal 7. října, podle Hamásu... začal v roce 1948 založením Izraele.
Podle amerických představitelů by dočasné molo Trident Pier u pobřeží Pásma Gazy mohlo svou činnost obnovit během čtvrtka. Molo bylo zneprovozněno z důvodu poškození během bouře. 
Podle palestinského ministerstva zdravotnictví počet osob zabitých v Pásmu Gazy stoupl 37 431.
Podle IOS počet izraelských vojáků padlých v Pásmu Gazy stoupl na 314.

## Pátek 21. června
Katar podle vlastního prohlášení pokračuje ve zprostředkovatelském úsilí o překlenutí propasti mezi Izraelem a Hamásem, aby zajistil příměří v Gaze a propuštění izraelských rukojmích, kteří jsou tam zadržováni. V posledních několika dnech jsme pokračovali v našem úsilí bez přerušení, uvedl na tiskové konferenci v Madridu katarský premiér šejk Muhammad ibn Abdul Rahman Ál Thání.
Nejméně 32 Palestinců zahynulo podle obyvatel při samostatných izraelských útocích v Rafahu a Pásmu Gazy. 12 Palestinců bylo zabito v Mawasi v západním Rafahu, další incident byl hlášen z Gazy. Izraelské jednotky se podle vlastního prohlášení zaměřily na nejmenovanou univerzitu, ve které se mělo nacházet velitelské centrum Hamásu. Podle starosty Rafahu... celé město Rafah je oblastí izraelských vojenských operací. Podle starosty... ve městě nefunguje žádné zdravotnické zařízení a zbývající obyvatelé a vysídlené rodiny nemají minimální denní potřebu jídla a vody. IOS ve svém prohlášení uvedly, že... vojáci našli uvnitř civilní rezidence velké množství zbraní ukrytých ve skříních, včetně granátů, výbušnin, odpalovacího zařízení a protitankových střel, munice a zbraní.
Podle IOS počet izraelských vojáků padlých v Pásmu Gazy stoupl na 314.

## Sobota 22. června
Izrael a Úřad OSN pro koordinaci humanitárních záležitostí (OCHA) se se navzájem obviňují ze zdržování distribuce humanitární pomoci do Pásma Gazy. Izraelští představitelé tvrdí, že dodávky vpustil dovnitř Pásma Gazy a vyzval agentury, aby urychlily distribuci. Představitelé OCHA sdělili, že... zhroucení veřejného pořádku a bezpečnosti stále více ohrožuje humanitární pracovníky a operace v Gaze... to, spolu s boji, kriminálními aktivitami a rizikem krádeží a loupeží účinně znemožnily přístup humanitární pomoci do kritických míst.
Více než 23 osob bylo zabito a 45 zraněno při dopadu granátu velké ráže na kancelář Červeného kříže v oblasti Al-Mawasi obklopeného stany s vysídlenými Palestinci. IOS popřely, že by vedly přímý útok na kancelář Červeného kříže, nicméně nevyloučily, že jeden z jejich úderů kancelář zasáhl omylem. Podle IOS... incident bude rychle prošetřen a jeho závěry budou prezentovány našim mezinárodním partnerům. Červený kříž ve svém prohlášení o incidentu neuvedl, kdo projektil vypálil. Palestinské ministerstvo zdravotnictví z útoku obvinilo Izrael.
Podle IOS izraelský letecký útok zasáhl dvě základny Hamásu v táboře al-Šatí v Gaze. Podle některých médií byl cílem útoku Raad Saada, šéf operací Hamásu. Podle některých zpráv byl Saada při úderu zabit, Izrael, ani Hamás ale tuto zprávu nepotvrdily.
Podle palestinského ministerstva zdravotnictví počet osob zabitých v Pásmu Gazy stoupl 37 551.
Podle IOS počet izraelských vojáků padlých v Pásmu Gazy stoupl na 315.

## Neděle 23. června
Podle prohlášení IOS izraelské jednotky provedly razii na základně Abú Sajíd, patřící praporu Hamásu Tel Sultan v Rafahu. Na základně, kterou izraelské jednotky obsadily lokalizovaly kanceláře velitele praporu Tel Sultan Mahmouda Hamdana a Jásira Natata, velitele Hamásu odpovědného za raketovou palbu. Zajištěn byl i sklad zbraní, zpravodajské materiály a tunelové šachty. Útok byl veden i na oddělené výcvikové prostory. Podle Palestinců zahynulo při izraelském útoku 5 osob. Podle palestinských svědků naopak v budově 
Podle IOS zasáhlo izraelské letectvo bývalé prostory ústředí UNRWA, které Hamás a PID požíval jako shromaždiště. Je to další příklad systematického využívání civilní infrastruktury a civilního obyvatelstva Hamásem jako lidského štítu pro své teroristické aktivity, tvrdí ve svém prohlášení izraelská armáda. Podle místních svědků naopak objekt využívala palestinská odbočky UNRWA a distribuovala se zde pomoc vysídleným. Podle svědků zahynulo při útoku 8 osob.
Americká administrativa zrušila tzv. nouzové postupy, které umožňovaly urychlené dodávky zbraní do Izraele. Ty nyní probíhají normálním tempem. Američtí představitelé tak reagovali na obvinění izraelského premiéra B. Netanjahua, že USA zásilky zbraní zdržují. Jeden z amerických představitelů prohlásil, že... normální tempo neznamená zrychlené tempo. Důvodem pro změnu bylo, že intenzita bojů v Pásmu Gazy poklesla a vzrůstající americké obavy z eskalace konfliktu mezi Izraelem a Hizballáhem.
Podle palestinského ministerstva zdravotnictví počet osob zabitých v Pásmu Gazy stoupl 37 598.

## Pondělí 24. června
Podle palestinských zdrojů zabily izraelské nálety na dvě distribuční centra potravin v Gaze a poblíž Bani na jihu Pásma Gazy celkem 11 osob. Noční útok na lékařskou kliniku ve městě Gaza podle palestinského ministerstva zdravotnictví zabil ředitele pohotovosti v Gaze Hani al-Jaafarawiho. Podle IOS při útoku zahynul Mohammad Salah, příslušník Hamásu zodpovědný vývoj zbraní.
Podle izraelského premiéra B. Netanjahua je... Izrael oddán izraelskému návrhu, který prezident Biden uvítal. Náš postoj se nezměnil. Druhá věc, která není v rozporu s tou první, neukončíme válku, dokud nezlikvidujeme Hamás. Podle Herzi Haleviho, IOS porazila brigádu Rafáh... ne v tom smyslu, že by už nebyli žádní teroristé, ale v tom smyslu, že už nemůže fungovat jako bojová jednotka. Zástupce šéfa Hamásu v Gaze, Khalil Al-Hajja řekl, že... si Izrael může říkat co chce. Pokud chce Izrael přesvědčit sám sebe, že je hotovo, měl by opustit Pásmo, dodal.
Podle palestinského ministerstva zdravotnictví počet osob zabitých v Pásmu Gazy stoupl 37 626.

## Úterý 25. června
Podle IOS zahájili příslušníci Hamásu palbu na konvoj s humanitární pomocí zajišťovaný UNICEF a doprovázený příslušníky izraelské armády. Nikdo nebyl zraněn.
OSN pohrozila ukončením humanitárních operací v Pásmu Gazy, pokud se nezlepší ochrana humanitárních konvojů ze strany izraelské armády. V dopise zaslaném OSN vysokým izraelským představitelům se uvádí, že se musí zlepšit komunikace mezi pracovníky zajišťujícími humanitární pomoc a IOS.
Podle šéfa UNRWA přijde každý den v průměru 10 palestinských dětí o jednu či obě nohy. Podle něj amputace často probíhá... v dost hrozných podmínkách, někdy bez anestezie.
Izraelský plán na tzv. den poté obsahující poválečné uspořádání na severu Pásma Gazy je podle poradce izraelského premiéra pro národní bezpečnost T. Hanegbiho připraven a v nejbližších dnech se započne s jeho realizací. Děje se tak v době, kdy je Izrael svým spojencem USA opakovaně kritizován za absenci plánu na poválečné uspořádání.
Podle izraelského Nejvyššího soudu může Izrael a jeho armáda povolávat do služby i ultraortodoxní Židy, kteří dosud byli z povinné vojenské službě v IOS vyjmuti. To by podle komentátorů mohlo ohrozit vládní koalici premiéra Netanjahua, která se opírá o dvě ultraortodoxní strany.
Podle palestinského ministerstva zdravotnictví počet osob zabitých v Pásmu Gazy stoupl 37 658.

## Středa 26. června
Podle IOS byl Fadi al-Wadiya, lékař a zaměstnanec organizace Lékaři bez hranic, který zahynul při izraelském útoku bezpilotním letounem zároveň operativcem Palestinského islámského džihádu a byl jejím expertem na elektroniku a chemii a podílel se i na vývoji raket. Manažerka místní pobočky Lékařů bez hranic popřela, že by Fadi al-Wadiya byl členem PID a označila jeho zabití za... cynické a odporné. IOS následně zveřejnily Wadiyovu fotografii v uniformě PID.
Těžké boje probíhaly v Rafahu, kde se IOS podle svého prohlášení soustředily na desítky cílů palestinských militantních skupin včetně bojovníků, vojenských struktur a tunelových šachet. Další izraelské útoky proběhly na severu Pásma v Bajt Lahíja, kde izraelský nálet zabil 4 Palestince a další zranil.
Vůdce ultraortodoxního hnutí Šas rabín Moše Ma'ja prohlásil povolávání do IOS pro všechny ultraortodoxní Židy, tedy i ty, kteří nestudují v ješivách, židovských školách, za nepřijatelné. To ale považují i politici z ultraortodoxních stran za přijatelný kompromis.
Podle palestinského ministerstva zdravotnictví počet osob zabitých v Pásmu Gazy stoupl 37 718.

## Čtvrtek 27. června
Izraelské jednotky během dne podnikly útok na čtvrť Šuhája v Gaze. Podle místních obyvatel se objevily tanky a drony. PID podle svého vyjádření odpálil IED proti izraelskému tanku východně od Šuháji. IOS zároveň vyzvaly obyvatelstvo, aby se přesunulo jižním směrem, který ale, podle místních obyvatel zablokovaly izraelské jednotky.
Podle IOS izraelské letectvo provedlo útok na školu v Chán Júnisu, ve které v té době měli zřízeno velitelské centrum operativci Hamásu.
Podle palestinského ministerstva zdravotnictví počet osob zabitých v Pásmu Gazy stoupl 37 765.
Podle IOS počet izraelských vojáků padlých v Pásmu Gazy stoupl na 316.

## Pátek 28. června
Podle IOS izraelská armáda pokračuje v cílených nájezdech v Šudžajji, v Gaze. Podle izraelských zpravodajských služeb byla zjištěna... přítomnost teroristů a teroristické infrastruktury v oblasti. Podle korespondentů AFP a Reuters byla v oblasti slyšet dělostřelecká palba a byly vidět letecké útoky, při kterých zahynuly desítky palestinských militantů.
Podle velitele izraelského letectva generálmajora Tomera Bara... bude Hamás v Gaze brzy poražen. Podle izraelských představitelů byl Hamás v Rafahu poražen, na svobodě ale zůstávají vůdci Hamásu. Podle náčelníka GŠ IOS H. Haleviho není Hamás schopen fungovat jako vojenská síla.
Podle IOS počet izraelských vojáků padlých v Pásmu Gazy stoupl na 318.

## Sobota 29. června
Podle zprávy UNRWA jsou palestinští uprchlíci v Pásmu Gazy nuceni žít v extrémně hrozných podmínkách, v rozbombardovaných budovách či vedle hromad odpadků. Bez koupelen a WC si... ulevují, kde se dá.
Pracovníci OSN začali s přesunem mnoha tun humanitární pomoci, která uvízla na americkém plovoucím molu. Stalo se tak poprvé od 9. června, kdy OSN pozastavila transfer pomoci z obav o bezpečnost svých pracovníků. USA stále zvažují, zda molo uvést do provozu. Převládají totiž obavy, že by mohlo být znovu poškozeno při další bouři.
Podle vysokého představitele Hamásu Usámy Hamdana je Hamás připraven pozitivně se vypořádat s jakýmkoliv návrhem na příměří, který ukončí válku. Podle Hamdana ale k žádnému pokroku v rozhovorech o příměří nedošlo.
Podle palestinského ministerstva zdravotnictví počet osob zabitých v Pásmu Gazy stoupl 37 834.

## Neděle 30. června
Izraelské jednotky pokračují v postupu v Gaze a Rafahu. Podle IOS se jim podařilo zabít několik operativců Hamásu a zabavit zbraně a zpravodajský materiál. Na klinice v Gaze izraelští vojáci objevili válečnou místnost. IOS následně obvinily Hamás, že se... zabydluje v civilních strukturách za účelem teroru. Hamás zveřejnil video, na kterém ukazuje pokračující výrobu zbraní.
V Rafahu izraelské jednotky podle IOS pronikají hlouběji do města. Podle obyvatel izraelská armáda zapálila mešitu Al-Awda. podle palestinských zdravotníků izraelský útok na jednu z budov v Rafahu zabil 6 osob.
Podle palestinského ministerstva zdravotnictví počet osob zabitých v Pásmu Gazy stoupl 37 877.